# Eddie & the Hot Rods
Eddie & the Hot Rods è una band pub rock fondata a Essex nel 1975. La band fu inizialmente chiamata col nome Buckshee nel 1973. Il bassista Rob Steel è conosciuto anche per il suo soprannome, "The Hustler". Il nome della band venne cambiato in "Eddie and the Hot Rods" dopo l'entrata di Dave Higgs nel gruppo. Dave era più esperto e fu lui a dare la spinta che aiutò la band a raggiungere notorietà nel 1975.
Eddie & the Hot Rods è spesso considerata una delle tante band punk rock che nacquero nella città a metà degli anni settanta, ma in realtà la band è stata maggiormente influenzata da gruppi come i Who e The Kinks, e altre band pub rock come Dr. Feelgood o Graham Parker & the Rumour.
Il loro repertorio consiste in Chicago blues, Rock e soul cover, più canzoni in stili simili scritte dal chitarrista della band, Higgs.
Prima di raggiungere il successo nel 1977, gli Hot Rods ebbero molti cambi di formazione: uno dei primi membri a lasciare la band fu lo stesso Eddie, un manichino che figurava molto nei primi spettacoli del gruppo.
La band consisteva di Barrie Masters alla voce, Pete Wall e Dave Higgs chitarristi, Rob Steel bassista e Steve Nicol batterista. Ed Hollis, fratello di Mark Hollis dei Talk Talk divenne il loro manager, e la band fu assunta da Island Records.
Nel 1976, Lew Lewis e Paul Gray sostituirono Wall e Steel. Lewis rimase nel gruppo fino alla pubblicazione dei primi due singoli della band prima di lasciare. Con la nuova linea, gli Hot Rods suonarono al famoso Marquee Club di Londra - la loro band d'apertura fu una giovane band chiamata Sex Pistols. Durante la residenza al club nel 1976 il gruppo duettò a settimane alternate con gli AC/DC. La band apparve per la prima volta nella Official Singles Chart alla fine di quell'anno con l'EP Live at the Marquee e il singolo Teenage Depression, un'energetica canzone rock and roll.
Dopo la pubblicazione dell'album Teenage Depression, che portò per la prima volta il gruppo nell'UK Albums Chart, la band registrò un altro EP chiamato Live - At the Sound Of Speed.

## Discografia

### Album in studio
- 1976 - Teenage Depression
- 1977 - Life on the Line
- 1979 - Thriller
- 1981 - Fish 'n' Chips
- 1982 - Wild Dogs
- 1985 - One Story Town
- 1993 - Live and Rare
- 1994 - Ties that Bind
- 1994 - The End of the Beginning
- 1996 - Doing Anything They Wanna Do...
- 1996 - Gasoline Days
- 2005 - Better Late than Never
- 2006 - Been There, Done That

### Album live
- 1995 - BBC Radio 1 Live in Concert
- 2002 - Get Your Rocks Off

### Raccolte
- 1977 - Rods
- 1990 - Curse of the Hot Rods aka 1979 Freerange Studio - Covent Garden sessions

### EP e singoli
- 1976 - Writing on the Wall/Cruisin' (in the Lincoln)
- 1976 - Wooly Bully/Horseplay (Weary of the Schmatlz)
- 1976 - Live at the Marquee EP
- 1976 - Teenage Depression/Shake
- 1977 - At the Sound of Speed EP
- 1977 - I Might Be Lying/Ignore Them
- 1977 - Do Anything You Wanna Do/Schoolgirl Love (come The Rods)
- 1978 - Quit This Town/Distortion May Be Expected (LaughBagInDub)
- 1978 - Till The Night Is Gone/Flipside Rock (come Rob Tyner And The Hotrods)
- 1978 - Life on the Line/Do Anything You Wanna Do (live)
- 1978 - Media Messiahs/Horror Through the Straighness
- 1979 - Power and the Glory/Highlands One, Hopefuls Two
- 1980 - At Night/You'd Better Run/Looking Around
- 1981 - Farther on Down the Road (You Will Accompany Me)/Fish 'n' Chips
- 1984 - Fought For You/Hey Tonight
- 1985 - One Story Town